# Fertigkeit
Fertigkeit bezeichnet im Allgemeinen einen erlernten oder erworbenen Anteil des Verhaltens. Der Begriff Fertigkeit grenzt sich damit vom Begriff Fähigkeit ab, die als Voraussetzung für die Realisierung einer Fertigkeit betrachtet wird. Können umfasst Fähigkeit und Fertigkeit. Fertigkeiten sind beispielsweise Klavierspielen, Lesen, Schreiben, Rechnen, Sprechen oder Fußballspielen.

## Wortherkunft und Begriff
Das eigentümliche Adjektiv fertig leitet sich von mhd. vertec, vertic für ‚gehen könnend, beweglich‚ üblich‘ ab. Es hängt etymologisch mit fahren, Fahrt zusammen, von mhd. vart zu ahd. faran ‚bereit, tüchtig, gangbar, fahrbar, in Ordnung befindlich‘, und in dem Sinne wie lateinisch paratus und promtus steht. ‚Bereit‘ steht zum synonymen ahd. reiti, daraus deutsch reiten, reisen analog zu Fahrt (‚auf Fahrt gehen‘), englisch aber auch mittelhochdeutsch ready für ‚fertig‘, was den Bewegungsbezug des Begriffs verdeutlicht. Fertigen heißt ursprünglich allgemein ‚bereit machen‘, Fertigung dann ‚Durchführen, Herstellen, in den Zustand der Benutzbarkeit setzen‘. Die Bedeutung der „Eigenschaft, fertig zu sein“, mit der eigenschaftsanzeigenden Silbe -keit, ist dem hochdeutschen Wort ‚Fertigkeit‘ aber schon früh wieder abhandengekommen.
Fertigkeit lässt sich nach Grimm mit lateinisch habilitas ‚Befähigung, Geschick‘ (vgl. Habilitation, Homo habilis) oder lateinisch facultas ‚Befähigung, Vermögen, Vollmacht‘ wiedergeben. Die zwiespältige Bedeutung von Fertigkeiten im Sinne Befähigung findet sich in der Rechtssprache ausdrücklich in Gegensatz und Ergänzung zu Berechtigung – etwa: Lenkerbefähigung (Nachweis der bestandenen Fahrprüfung über die notwendigen Fertigkeiten) und Lenkberechtigung (Führerschein), oder Lehrbefähigung (Facultas Docendi) und Lehrberechtigung (Venia Legendi) – und repräsentiert den Unterschied von Können und Dürfen.
Trotz der Nähe zu fähig bleibt dem deutschen Wort die Konnotation des Prozessualen, Tuenden, und auch Vollendeten, Zustandegebrachten (zu lateinisch perfectus ‚fertigen‘) erhalten, während Fähigkeit den latenten, potenziellen Aspekt (zu lateinisch potentas ‚Vermögen, etwas zu tun, Vollmacht‘) wiedergibt, und darum in Nähe zu Begabung (zu Gabe ‚Geschenk‘) und zu lateinisch talent ‚Vermögen‘ steht – die beiden Begriffe Fähigkeit/Vermögen und Fertigkeit spiegeln damit das Begriffspaar Akt und Potenz wider.
So definiert etwa das Handlexikon Sportwissenschaft:

„Unter Fertigkeiten versteht man im allgemeinen einen partialisierten, automatisierten und stereotypen Anteil des Verhaltens. Der Begriff der Fertigkeit grenzt sich damit einerseits vom Begriff der Fähigkeit, die als Voraussetzung für die Realisierung einer Fertigkeit betrachtet wird, ab. Andererseits wird aber auch eine begriffliche Abgrenzung gegen die Handlung vorgenommen, wobei Fertigkeiten als relativ abgeschlossene Bausteine aufgefaßt werden. …“

## Erwerb von Fertigkeiten
Der Erwerb einer Fertigkeit ist nicht ausschließlich von Begabungen abhängig, sondern von
1. Übung,
2. bereits Erlerntem und erlernten Fertigkeiten (Kenntnisse, Erfahrungen, Reife, Fachkompetenz) und
3. weiteren inneren Voraussetzungen wie Motivation und Wille.

Der Erwerb einer neuen Fertigkeit setzt bestimmte Fähigkeiten und/oder Fertigkeiten voraus.
Bringt jemand eine spezielle oder überdurchschnittliche Fähigkeit zum Erlernen einer Fertigkeit mit, so spricht man von Talent oder Begabung (z. B. hohe motorische Geschicklichkeit beim Lernen von Tischtennis).
Der Einsatz von Fertigkeiten spielt andererseits eine zentrale Rolle bei der Sozialisation des Individuums. Fertigkeiten helfen mittels Arbeit einen Platz in der Gesellschaft zu finden und auszubauen. Der Mangel an bestimmten Fertigkeiten kann zu enormen Problemen bei der Sozialisation führen. Fertigkeiten spielen z. B. bei Rollenzuweisungen und beim Status eines Individuums eine entscheidende Funktion.

## Grundfertigkeit
Grundfertigkeiten werden in einer Kultur von allen erwartet. Diese sind im Allgemeinen das Sprechen und Verstehen der Muttersprache, Lesen, Schreiben, Beherrschen der Grundrechenarten, die Kenntnis der Währung, der Verkehrsregeln und anderes. Sie werden im Allgemeinen durch die Sozialisation in der Familie, im Kindergarten und in der Schule vermittelt und sind die wesentlichen Voraussetzungen für die Bildung des Menschen.
Beherrscht eine Person die Grundfertigkeiten nicht, wird sie erhebliche Schwierigkeiten haben, am üblichen Leben teilzunehmen bzw. Aufgaben des Alltags zu bewältigen. Dies führt unter Umständen zur gesellschaftlichen Ausgrenzung.

## Sprachbeherrschung
Die Beherrschung einer Sprache besteht aus verschiedenen Bereichen, wie zum Beispiel dem Lesen, Schreiben, Hörverstehen und Sprechen. Diese Bereiche nennt man Fertigkeiten. Grammatik und Wortschatz können separat gelernt werden; sie werden oft zu Fertigkeiten gezählt, auch wenn sie in den anderen Fertigkeiten bereits enthalten sind. Aussprache und Rechtschreibung können innerhalb der Bereiche Sprechen und Schreiben als eigenständige Fertigkeiten betrachtet werden. Soziokulturelle und funktionale Fertigkeiten beziehen sich auf die Fähigkeit, die Sprache im sozio-kulturellen Rahmen korrekt anzuwenden.